# More Than a Woman (Aaliyah-låt)
More Than a Woman är en sång med den amerikanska R&B-sångerskan Aaliyah, skriven av Static Major samt producerad av Timbaland för sångerskans tredje studioalbum Aaliyah (2001). Sången samplar "Alouli Ansa" inspelad med Mayada El-Henawy. Låten släpptes som skivans tredje singel under hösten 2001 i Nordamerika och som dess andra singel utomlands under första kvartalet av 2002. "More Than a Woman" nominerades för Best Female R&B Vocal Performance vid USA:s 45th Annual Grammy Awards. 
Sången blev en dunder-hit i England med över 347,563 sålda kopior samt en första placering på landets singellista.

## Musikvideo
Musikvideon för "More Than a Woman" regisserades av Dave Meyers och filmades i Los Angeles under sommaren 2001, två veckor innan videon för "Rock the Boat" filmades. Videon börjar med att Aaliyah kör en motorcykel längs med en motorväg. Kameran zoomar in i avgasröret och vidare in till motorn där sångerskan dansar i en vit Chanel catsuit tillsammans med kvinnliga backup-dansare. Mellan dessa klipp syns Aaliyah köra motorcykeln medan hon även dansar i dennas strålkastare. En stund senare syns sångerskan dansa i svarta läderbyxor, kängor och en svart motorcykeltopp. Vid videons slut syns Aaliyah och hennes motorcykels siluett framför en solnedgång med texten "In Loving Memory of Aaliyah" ovanför. Den engelska, grammyvinnande videoregissören Mark Ronson finns även med i videon som Dj. 
Singelns video hade premiär den 7 januari 2002 och tog hem första platsen på BET:s 106 & Park countdown, precis efter att videon för "Rock the Boat" lämnat listan. I Tyskland rankades videon flera gången som etta på MTV:s show Webchart. Som resultat blev den Aaliyahs populäraste video i landet. "More Than a Woman" rankades som elva på BET: Notarized Top 100 Videos of 2002. 
Musikvideon röstades fram av den brittiska publiken som "Bästa video" och mottog därefter ett pris vid UK MOBO Awards.

## Format och innehållsförteckningar
CD Singel Promo
1. "More Than a Woman" (Radio edit) - 3:10
2. "More Than a Woman" (Instrumental) - 3:47

CD Singel
1. "More Than a Woman" (album version) - 3:50
2. "More Than a Woman" (Bump N' Flex Club Mix) - 5:31
3. "More Than a Woman" (Masters at Work Main Mix) - 8:50

Interaktiv bonus: "More Than a Woman" (music video)
US 7" dubbel A-sida
1. "Rock the Boat" (album version) - 4:34
2. "More Than a Woman" (album version) - 3:51

## Listor
| Lista (2002)                                | Topposition |
| ------------------------------------------- | ----------- |
| Australiens singellista                     | 37          |
| Österrikes singellista                      | 65          |
| Hollands singellista                        | 38          |
| Franska singellistan                        | 25          |
| Tyska singellistan                          | 34          |
| Irlands singellista                         | 13          |
| Sveriges singellista                        | 52          |
| Schweiz singellista                         | 16          |
| Englands singellista                        | 1           |
| Euro Hot 100                                | 2           |
| Amerikanska Billboard Billboard Hot 100     | 25          |
| Amerikanska Billboard Hot Dance Club Play   | 11          |
| Amerikanska Billboard Hot R&B/Hip-Hop Songs | 7           |
| Amerikanska Billboard Top 40 Tracks         | 19          |
| Amerikanska Billboard Rhythmic Top 40       | 12          |